# Casa d'Oms
La Casa d'Oms és una obra de Blanes (Selva) protegida com a bé cultural d'interès local.

## Descripció
És l'antiga casa senyorial de la família d'hisendats d'Oms, actualment de propietat municipal. Conserva l'antic pont sobre el carrer Tapioles.
Es tracta d'un conjunt de tres cases de cos de planta baixa més dos pisos, unides i tractades conjuntament. Aquestes cases tenen una profunditat que va del carrer Ample a la plaça interior dels Dies Feiners.
Les façanes del carrer Ample estan compostes seguint un eix vertical. Han estat modificades a nivell de planta baixa, mentre que conserven els elements originals a la resta. Aquests són balcons en degradació conforme els pisos són més alts. Les cases es coronen amb una cornisa de motllures que amaga la canal de recollida d'aigües. Aquesta façana té un tractament superficial d'estuc. Els balcons del primer pis són de permòdols de forja i els del segon pis de llosana. Totes les baranes són de forja.
Les façanes de la plaça dels Dies Feiners es mostra tal com era originàriament, és a dir, amb alçaries lleugerament diferents així com també les obertures. El tractament superficial és molt senzill a base d'arrebossat i pintura de calç. Existeix un pont testimonial que unia una d'aquestes cases amb la d'en front abans d'enderrocar-la.